# Françoise Nguele
Françoise Nguele est une judokate camerounaise née le 30 septembre 1980. Elle évolue dans la catégorie des -57 kg.

## Carrière
Françoise Nguele remporte l'épreuve des -57 kg aux Jeux africains 1999, son premier titre international.
L'année suivante, elle participe aux Jeux olympiques de Sydney. Elle perd au premier tour contre l'australienne Maria Pekli puis en repêchage face à l'azérie Zulfiyya Huseynova.
Quelques mois plus tard, elle devient championne d'Afrique des -57 kg.
En 2010, elle est élue au panthéon de la gloire du sport camerounais.

## Palmarès

### Individuel
| Année | Compétition            | Lieu         | Résultat | Catégorie |
| ----- | ---------------------- | ------------ | -------- | --------- |
| 1999  | Jeux africains         | Johannesburg | 1re      | - 57 kg   |
| 2000  | Championnats d'Afrique | Alger        | 1re      | - 57 kg   |